# Llista d'asteroides/181701-181800
| Nom      | Designació provisional | Data de descobriment   | Lloc de descobriment | Descobridor/s                        |
| -------- | ---------------------- | ---------------------- | -------------------- | ------------------------------------ |
| 181701 - | 1981 EP34              | 2 de març de 1981      | Siding Spring        | S. J. Bus                            |
| 181702 - | 1988 RC9               | 15 de setembre de 1988 | Haute Provence       | E. W. Elst                           |
| 181703 - | 1988 TS                | 13 d'octubre de 1988   | Kushiro              | S. Ueda, H. Kaneda                   |
| 181704 - | 1989 NA                | 2 de juliol de 1989    | Palomar              | E. F. Helin                          |
| 181705 - | 1989 RY                | 3 de setembre de 1989  | Haute Provence       | E. W. Elst                           |
| 181706 - | 1991 UY3               | 31 d'octubre de 1991   | Kushiro              | S. Ueda, H. Kaneda                   |
| 181707 - | 1992 EN6               | 1 de març de 1992      | La Silla             | UESAC                                |
| 181708 - | 1993 FW                | 28 de març de 1993     | Mauna Kea            | D. C. Jewitt, J. X. Luu              |
| 181709 - | 1993 FD32              | 19 de març de 1993     | La Silla             | UESAC                                |
| 181710 - | 1993 SO8               | 17 de setembre de 1993 | La Silla             | E. W. Elst                           |
| 181711 - | 1993 SC9               | 22 de setembre de 1993 | La Silla             | H. Debehogne, E. W. Elst             |
| 181712 - | 1993 TQ16              | 9 d'octubre de 1993    | La Silla             | E. W. Elst                           |
| 181713 - | 1993 TL27              | 9 d'octubre de 1993    | La Silla             | E. W. Elst                           |
| 181714 - | 1993 TM27              | 9 d'octubre de 1993    | La Silla             | E. W. Elst                           |
| 181715 - | 1993 TO34              | 9 d'octubre de 1993    | La Silla             | E. W. Elst                           |
| 181716 - | 1994 BG2               | 18 de gener de 1994    | Kitt Peak            | Spacewatch                           |
| 181717 - | 1994 GD6               | 6 d'abril de 1994      | Kitt Peak            | Spacewatch                           |
| 181718 - | 1994 ST8               | 28 de setembre de 1994 | Kitt Peak            | Spacewatch                           |
| 181719 - | 1994 UX3               | 26 d'octubre de 1994   | Kitt Peak            | Spacewatch                           |
| 181720 - | 1994 YX3               | 31 de desembre de 1994 | Kitt Peak            | Spacewatch                           |
| 181721 - | 1995 BT10              | 29 de gener de 1995    | Kitt Peak            | Spacewatch                           |
| 181722 - | 1995 CU                | 1 de febrer de 1995    | San Marcello         | A. Boattini, L. Tesi                 |
| 181723 - | 1995 DY6               | 24 de febrer de 1995   | Kitt Peak            | Spacewatch                           |
| 181724 - | 1995 FX11              | 27 de març de 1995     | Kitt Peak            | Spacewatch                           |
| 181725 - | 1995 FO20              | 31 de març de 1995     | Kitt Peak            | Spacewatch                           |
| 181726 - | 1995 MY6               | 29 de juny de 1995     | Kitt Peak            | Spacewatch                           |
| 181727 - | 1995 QB14              | 25 d'agost de 1995     | Kitt Peak            | Spacewatch                           |
| 181728 - | 1995 ST10              | 17 de setembre de 1995 | Kitt Peak            | Spacewatch                           |
| 181729 - | 1995 SP16              | 18 de setembre de 1995 | Kitt Peak            | Spacewatch                           |
| 181730 - | 1995 SN49              | 22 de setembre de 1995 | Kitt Peak            | Spacewatch                           |
| 181731 - | 1995 SD60              | 24 de setembre de 1995 | Kitt Peak            | Spacewatch                           |
| 181732 - | 1995 SM67              | 18 de setembre de 1995 | Kitt Peak            | Spacewatch                           |
| 181733 - | 1995 TL4               | 15 d'octubre de 1995   | Kitt Peak            | Spacewatch                           |
| 181734 - | 1995 UQ6               | 23 d'octubre de 1995   | San Marcello         | L. Tesi, A. Boattini                 |
| 181735 - | 1995 UX16              | 17 d'octubre de 1995   | Kitt Peak            | Spacewatch                           |
| 181736 - | 1995 US21              | 19 d'octubre de 1995   | Kitt Peak            | Spacewatch                           |
| 181737 - | 1995 UQ43              | 25 d'octubre de 1995   | Kitt Peak            | Spacewatch                           |
| 181738 - | 1995 UD50              | 17 d'octubre de 1995   | Kitt Peak            | Spacewatch                           |
| 181739 - | 1995 UA78              | 23 d'octubre de 1995   | Kitt Peak            | Spacewatch                           |
| 181740 - | 1995 VX8               | 14 de novembre de 1995 | Kitt Peak            | Spacewatch                           |
| 181741 - | 1995 VG15              | 15 de novembre de 1995 | Kitt Peak            | Spacewatch                           |
| 181742 - | 1995 WL15              | 17 de novembre de 1995 | Kitt Peak            | Spacewatch                           |
| 181743 - | 1995 XJ4               | 14 de desembre de 1995 | Kitt Peak            | Spacewatch                           |
| 181744 - | 1995 YT8               | 18 de desembre de 1995 | Kitt Peak            | Spacewatch                           |
| 181745 - | 1995 YY18              | 22 de desembre de 1995 | Kitt Peak            | Spacewatch                           |
| 181746 - | 1996 AR10              | 13 de gener de 1996    | Kitt Peak            | Spacewatch                           |
| 181747 - | 1996 BV13              | 16 de gener de 1996    | Kitt Peak            | Spacewatch                           |
| 181748 - | 1996 DC2               | 26 de febrer de 1996   | Siding Spring        | R. H. McNaught                       |
| 181749 - | 1996 EX8               | 12 de març de 1996     | Kitt Peak            | Spacewatch                           |
| 181750 - | 1996 FL14              | 19 de març de 1996     | Kitt Peak            | Spacewatch                           |
| 181751 - | 1996 HS12              | 17 d'abril de 1996     | La Silla             | E. W. Elst                           |
| 181752 - | 1996 JZ6               | 11 de maig de 1996     | Kitt Peak            | Spacewatch                           |
| 181753 - | 1996 RM19              | 7 de setembre de 1996  | Kitt Peak            | Spacewatch                           |
| 181754 - | 1996 RW25              | 13 de setembre de 1996 | Haleakala            | NEAT                                 |
| 181755 - | 1996 TV17              | 4 d'octubre de 1996    | Kitt Peak            | Spacewatch                           |
| 181756 - | 1996 TO27              | 7 d'octubre de 1996    | Kitt Peak            | Spacewatch                           |
| 181757 - | 1996 TL30              | 7 d'octubre de 1996    | Kitt Peak            | Spacewatch                           |
| 181758 - | 1996 TQ32              | 10 d'octubre de 1996   | Kitt Peak            | Spacewatch                           |
| 181759 - | 1996 TX50              | 4 d'octubre de 1996    | La Silla             | E. W. Elst                           |
| 181760 - | 1996 TJ67              | 7 d'octubre de 1996    | Kitt Peak            | Spacewatch                           |
| 181761 - | 1996 VR2               | 10 de novembre de 1996 | Sudbury              | D. di Cicco                          |
| 181762 - | 1996 VX17              | 6 de novembre de 1996  | Kitt Peak            | Spacewatch                           |
| 181763 - | 1996 VR25              | 10 de novembre de 1996 | Kitt Peak            | Spacewatch                           |
| 181764 - | 1996 VH26              | 10 de novembre de 1996 | Kitt Peak            | Spacewatch                           |
| 181765 - | 1996 XL7               | 1 de desembre de 1996  | Kitt Peak            | Spacewatch                           |
| 181766 - | 1997 AW14              | 12 de gener de 1997    | Kleť                 | Kleť                                 |
| 181767 - | 1997 CG7               | 1 de febrer de 1997    | Kitt Peak            | Spacewatch                           |
| 181768 - | 1997 CQ15              | 6 de febrer de 1997    | Kitt Peak            | Spacewatch                           |
| 181769 - | 1997 CR25              | 13 de febrer de 1997   | Kitt Peak            | Spacewatch                           |
| 181770 - | 1997 EF57              | 10 de març de 1997     | La Silla             | E. W. Elst                           |
| 181771 - | 1997 GG3               | 5 d'abril de 1997      | Haleakala            | NEAT                                 |
| 181772 - | 1997 LS2               | 6 de juny de 1997      | Mauna Kea            | C. Veillet                           |
| 181773 - | 1997 LH5               | 2 de juny de 1997      | Kitt Peak            | Spacewatch                           |
| 181774 - | 1997 LK10              | 7 de juny de 1997      | La Silla             | E. W. Elst                           |
| 181775 - | 1997 TW1               | 3 d'octubre de 1997    | Caussols             | ODAS                                 |
| 181776 - | 1997 TM6               | 2 d'octubre de 1997    | Caussols             | ODAS                                 |
| 181777 - | 1997 TN9               | 2 d'octubre de 1997    | Kitt Peak            | Spacewatch                           |
| 181778 - | 1997 UN5               | 21 d'octubre de 1997   | Kitt Peak            | Spacewatch                           |
| 181779 - | 1997 US18              | 28 d'octubre de 1997   | Kitt Peak            | Spacewatch                           |
| 181780 - | 1997 WH6               | 23 de novembre de 1997 | Kitt Peak            | Spacewatch                           |
| 181781 - | 1997 YG4               | 23 de desembre de 1997 | Xinglong             | Beijing Schmidt CCD Asteroid Program |
| 181782 - | 1998 AO11              | 2 de gener de 1998     | Kitt Peak            | Spacewatch                           |
| 181783 - | 1998 BV14              | 25 de gener de 1998    | Modra                | A. Galád                             |
| 181784 - | 1998 BO20              | 22 de gener de 1998    | Kitt Peak            | Spacewatch                           |
| 181785 - | 1998 BK29              | 25 de gener de 1998    | Kitt Peak            | Spacewatch                           |
| 181786 - | 1998 BY38              | 29 de gener de 1998    | Kitt Peak            | Spacewatch                           |
| 181787 - | 1998 DF17              | 23 de febrer de 1998   | Kitt Peak            | Spacewatch                           |
| 181788 - | 1998 DZ17              | 23 de febrer de 1998   | Kitt Peak            | Spacewatch                           |
| 181789 - | 1998 DD23              | 24 de febrer de 1998   | Kitt Peak            | Spacewatch                           |
| 181790 - | 1998 DD26              | 23 de febrer de 1998   | Kitt Peak            | Spacewatch                           |
| 181791 - | 1998 EX9               | 8 de març de 1998      | Xinglong             | Beijing Schmidt CCD Asteroid Program |
| 181792 - | 1998 FD39              | 20 de març de 1998     | Socorro              | LINEAR                               |
| 181793 - | 1998 HZ4               | 18 d'abril de 1998     | Kitt Peak            | Spacewatch                           |
| 181794 - | 1998 HF5               | 22 d'abril de 1998     | Kitt Peak            | Spacewatch                           |
| 181795 - | 1998 HU67              | 21 d'abril de 1998     | Socorro              | LINEAR                               |
| 181796 - | 1998 HN122             | 23 d'abril de 1998     | Socorro              | LINEAR                               |
| 181797 - | 1998 MR2               | 19 de juny de 1998     | Socorro              | LINEAR                               |
| 181798 - | 1998 MJ40              | 26 de juny de 1998     | La Silla             | E. W. Elst                           |
| 181799 - | 1998 OD4               | 24 de juliol de 1998   | Caussols             | ODAS                                 |
| 181800 - | 1998 QZ4               | 22 d'agost de 1998     | Xinglong             | Beijing Schmidt CCD Asteroid Program |